# Tumor maligne de la beina del nervi perifèric
Un tumor maligne de la beina del nervi perifèric (o MPNST, Malignant Peripheral Nerve Sheath Tumor, en anglès) és un tumor maligne (graus II, III o IV de l'OMS) que deriva del teixit connectiu que envolta als nervis, i per això es considera un tumor de parts toves. Donat el seu origen i comportament se'l classifica com un sarcoma. Representant un 5% dels sarcomes de parts toves. També anomenat schwannoma maligne, neurofibrosarcoma i neurilemmoma maligne.

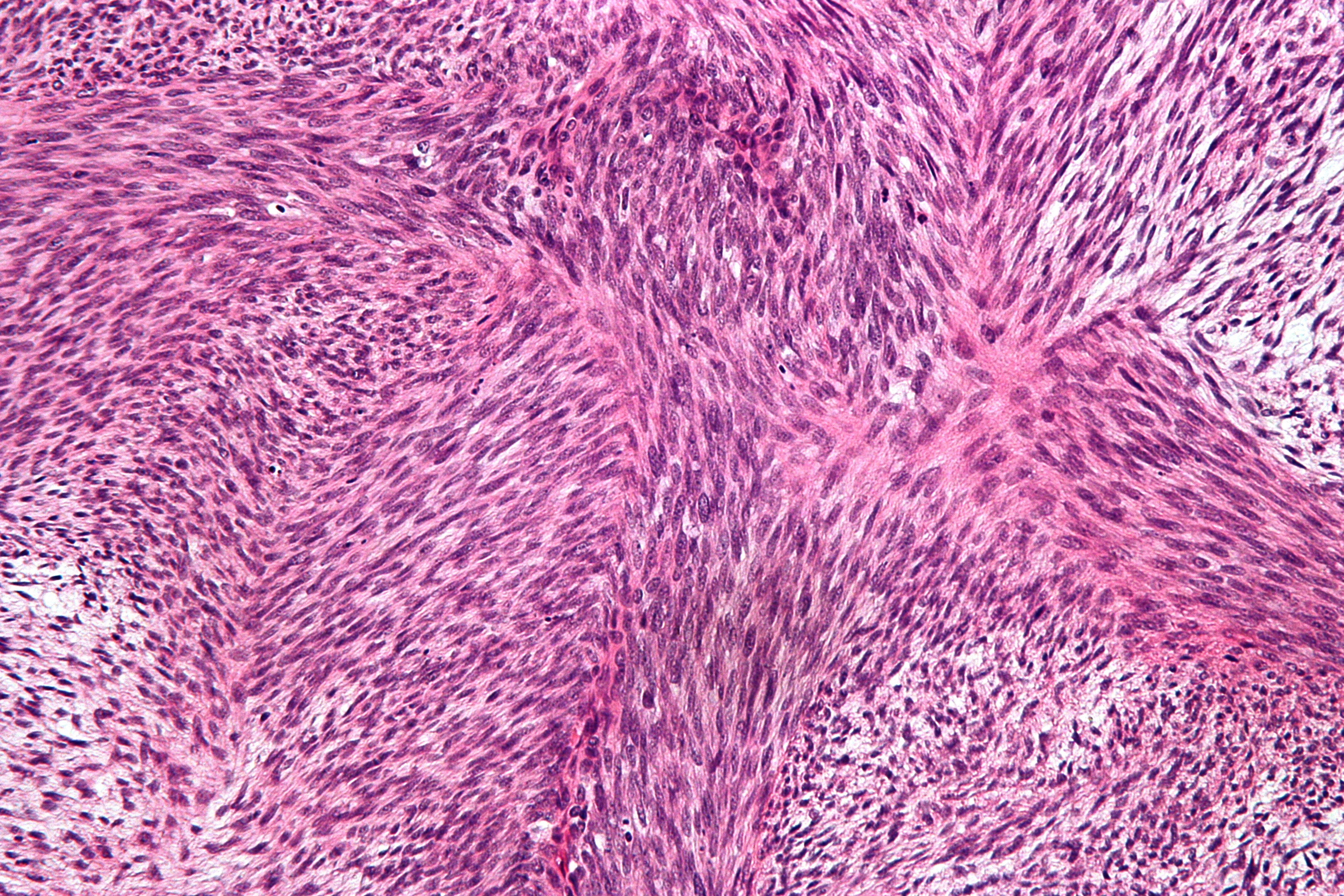
Microfotografia d'un MPNST, amb el característic patró histològic "en espiga". Tinció hematoxilina&eosina

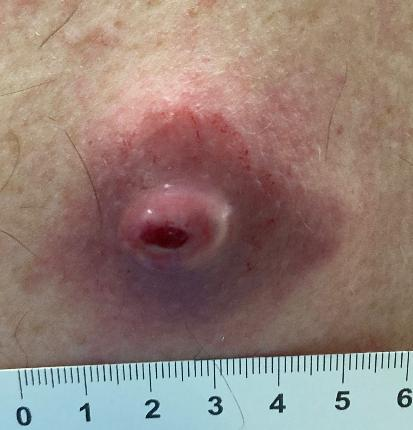
Tumor maligne de la beina del nervi perifèric. Pell de l'esquena, home de 65 anys.

Aproximadament, el 50% dels tumors estan associats a una neurofibromatosi tipus 1 i a un neurofibroma plexiforme preexistent. Poden aparèixer també en llocs prèviament irradiats. Molt poques vegades han estat trobats juntament amb feocromocitomes.
Solen observar-se en adults d'entre 30 i 60 anys, però també es veuen en persones més joves, afectes de neurofibromatosi tipus 1. Tenen diferents particularitats, entre les quals destaquen la seva capacitat de recurrència locoregional i de metastatitzar a distància; a més d'una inusual diferenciació a components heteròlegs benignes o malignes, amb diferenciació divergent, com la glandular, rabdomiosarcomatosa, osteosarcomatosa, condrosarcomatosa i melànica. La diferenciació glandular és extremadament rara, menys de l'1% dels MPNSTs.
La seva localització de preferència és a les cuixes (sobretot al nervi ciàtic), braços, natges, plexe braquial i regions paraespinals.
La variant amb diferenciació rabdomiosarcomatosa és coneguda amb el nom de "tumor tritó", ja que -d'alguna forma- recorda la capacitat de dits amfibis per regenerar algunes parts del cos gràcies a les proteïnes nAG (newt Anterior Gradient) de les seves cèl·lules de Schwann. És un tipus poc comú de MPNST, sense zones d'aparició preferent o -en tot cas- molt similars a les que presenta la forma glandular i que de vegades es manifesta amb símptomes de difícil interpretació. Existeix també una variant epitelioide (amb nuclis allargats), que representa un 5% de tots els MPNSTs. El pronòstic vital dels MPNSTs és variable, si bé són tumors amb una clara tendència a recidivar. La mida del tumor i la concurrència o no de NF1 són factors importants a l'hora d'establir l'índex de supervivència general de les persones afectes d'un MPNST. Molt rarament, s'han descrit MPNSTs al cèrvix uterí i al maxil·lar superior.
Són tumors agressius i de pronòstic dolent.
El tractament de primera línia és la resecció quirúrgica amb marges amplis. La quimioteràpia (per exemple, dosis altes de doxorubicina) i sovint la radioteràpia es fan com a tractament adjuvant i/o neoadjuvant.